# 永堀一恵
永堀 一恵（ながほり かずえ、1968年11月12日 - ）は、日本の元女子プロレスラー。

## 経歴
ビューティペアに憧れてプロレス入り。空手家の山崎照朝の元でトレーニングを積み、同じく山崎の門下であった長与千種の付き人をしていた。
1984年7月21日、斉藤真知子戦でデビュー。
その後、永堀の1年先輩である小倉由美とタッグ「レッド・タイフーンズ」を結成する。ダンプ松本、ブル中野たち率いる極悪同盟とも対戦した。
1988年5月15日に同期で親友のコンドルと共に引退セレモニーを行い寿引退。約4年間に及ぶ現役生活を終えた。
2018年3月21日には新木場1stRINGで開催されたダンプ松本の自主興行『極悪祭』で同期の加藤悦子と一緒に久々に公の場に姿を現し、引退から30年振りにリングに上って試合を行った。7月24日には小倉と一緒にレッド・タイフーンズトークショーを開催した。
2021年10月11日に後楽園ホールで『ダンプ松本41周年還暦記念興行』にOGレスラーとして小倉と参加して試合を行った。

## 得意技
- ローリング・ソバット
- 足刀

## タイトル歴
- WWWA世界タッグ王座
- 全日本タッグ王座